# ۲۳۸ (پیش از میلاد)

## رویدادها

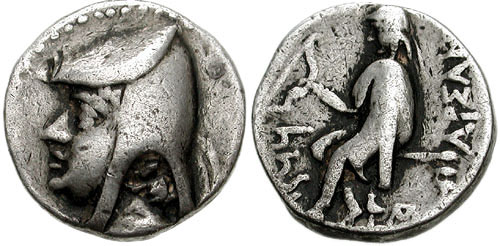
سکهٔ ارشک

- هامیلکار بارکا کوشید تا مزدورانی را که کارتاژ را محاصره‌کرده‌بودند شکست‌دهد.
- ارشک آندراگوراس ساتراپ سلوکی را کشت و دولت اشکانی را بنیاد نهاد.
- روم ساردینی را از کارتاژ گرفت.
- هانوی بزرگ در کارتاژ سپاه مزدوران را شکست‌داد.

## مرگ‌ها
- آندراگوراس ساتراپ سلوکی پارت
- ژون تسی فیلسوف چینی

## منبع
Wikipedia contributors, "238 BC," Wikipedia, The Free Encyclopedia, http://en.wikipedia.org/w/index.php?title=238_BC&oldid=213897666 (accessed June 21, 2008). 